# Šibák
Šibák (228 m n. m.) nebo také Šibeniční vrch je návrší v okrese Nymburk Středočeského kraje, ležící asi 2 km severovýchodně od města Lysá nad Labem, na příslušném katastrálním území.

## Geomorfologické zařazení
Vrch náleží do celku Jizerská tabule, podcelku Dolnojizerská tabule, okrsku Vrutická pahorkatina a podokrsku Lyská pahorkatina.

## Historie
Až do roku 1767, ještě 2 roky po odnětí hrdelního práva, zde stála šibenice. Místo později zaniklo při těžbě písku. V 50. letech 20. století zde bylo cvičiště kynologického klubu. Po invazi v srpnu 1968 obsadila část kopce Sovětská armáda a vybudovala zde radiokomunikační uzel. Po odchodu sovětských vojsk byly radiokomunikační věže rozřezány na železo a ukradeny, zbyla jen ruina budovy. Dnes je na vrchu spalovna nebezpečného odpadu a freeride trať pro horská kola.

## Přístup
Nejbližší pěší přístup je ze silnice spojující Lysou nad Labem a Milovice. Tato dvě sídla též spojuje žlutá turistická stezka procházející přímo přes vrch.